# Dendrobium mamberamense
Dendrobium mamberamense är en orkidéart som beskrevs av Johannes Jacobus Smith. Dendrobium mamberamense ingår i släktet Dendrobium, och familjen orkidéer. Inga underarter finns listade i Catalogue of Life.